# Pi roig americà
El pi roig americà (Pinus resinosa) és una espècie de conífera de la família Pinaceae nadiua l'Amèrica del Nord. Es troba des de Terranova a Manitoba, i pel sud fins Pennsilvània, amb una distribució disjunta als Apalatxes a Virgínia i Virgínia occidental uns pocs arriben a Nova Jersey i Illinois centre.
Aquest pi arriba a fer de 20 a 35 m d'alt, excepcionalment fins a 43 m.
El seu nom en anglès és per la seva escorça rogenca. Les fulles són en grups de 2. Les seves pinyes són simètriques i ovoides de 4 a 6 cm de llargada. És intolerant a l'ombra però creix bé en llocs ventosos i sòls ben drenats. pot arribar a viure 500 anys.
 La seva fusta és valuosa i també es fa servir en jardineria. És l'arbre oficial de Minnesota.